# ブロッホ振動
ブロッホ振動は固体物理学の現象。一定の力が働くときの周期的ポテンシャルに閉じ込められた粒子（例えば電子など）の振動を説明する。これはブロッホとツェナーにより結晶の電気的特性の研究中に指摘された。特に、彼らは一定の電場作用下での完全結晶中の電子の動きは均一ではなく振動的であると予測した。自然結晶ではこの現象は格子欠陥による電子散乱により観測が非常に困難であるが、半導体超格子や超小型ジョセフソン接合、光学ポテンシャル中の冷却原子など異なる物理系で観測されている。

## 導出
一定電場Eにおける電子の1次元運動方程式は
{\displaystyle \hbar {\frac {dk}{dt}}=-eE} , 
波動・粒子の二重性と {\displaystyle k={\frac {1}{\lambda }}} (一般に使われる {\displaystyle k={\frac {2\pi }{\lambda }}})により
{\displaystyle {\vec {F}}={\operatorname {d} \!{\vec {p}} \over \operatorname {d} \!t}=\hbar {\operatorname {d} \!{\vec {k}} \over \operatorname {d} \!t}}
{\displaystyle k(t)=k(0)-{\frac {eE}{\hbar }}t} .
電子の速度vは以下で与えられる。
{\displaystyle v(k)={\frac {1}{\hbar }}{\frac {d{\mathcal {E}}}{dk}}} ,
{\displaystyle {\mathcal {E}}(k)}後者がタイトバインディングの形をしていると仮定して
{\displaystyle {\mathcal {E}}(k)=A\cos {ak}},
a は格子パラメータ、A は定数である。すると v(k) は以下のようになる。
{\displaystyle v(k)={\frac {1}{\hbar }}{\frac {d{\mathcal {E}}}{dk}}=-{\frac {Aa}{\hbar }}\sin {ak}} ,
電子位置 {\displaystyle x}
{\displaystyle x(t)=\int _{0}^{t}{v(k(t'))}{dt'}=x(0)-{\frac {A}{eE}}\cos \left({{\frac {aeE}{\hbar }}t}\right)} .
これは電子が実空間で振動することを示している。振動の角周波数は{\displaystyle \omega _{B}=ae|E|/\hbar }で与えられる。

## 発見と実験的実現
ブロッホ振動は1970年に江崎玲於奈により予測された。しかし、自然な固体では比較的格子の周期が小さいため、 ωB は非常に強い電場の中でさえ小さすぎ、電荷担体が回折およびトンネリングを起こす時間内に振動が1周期終わらないため、長い間実験的に観測されなかった。しかし、半導体技術の発展により、人工半導体に基いた十分に大きな超格子周期を持つ構造を製造することができるようになった。このような構造におけるブロッホ振動の周期は電子の回折時間よりも大きく、電子の回折時間よりも短いタイムウィンドウでより多くの振動を観測できるようになった。このような構造におけるブロッホ振動が極低温において初めて観測されたのは1992年のことで、Jochen Feldmann と Karl Leo により達成された。他にも以下のことが実現している。
- Hartmut Roskosらによるブロッホ振動のコヒーレントなテラヘルツ放射の観測（1993年）[2][3]
- Thomas Dekorsyらによる室温でのブロッホ振動の観測[4]